# ماسنجر (مسبار فضائي)
ميسنجر (بالإنجليزية: MESSENGER) الاسم اختصار لجملة (بالإنجليزية: MErcury Surface, Space ENvironment, GEochemistry, and Ranging) هو مسبار فضائي غير مأهول أطلقته وكالة الفضاء الأمريكية ناسا عام 2004. توجه المسبار إلى كوكب عطارد، وهو أقرب الكواكب من الشمس وقام بالدوران حول الشمس والاقتراب من الأرض ثلاث مرات، مرتين في عام 2008 ودورة عام 2009، حتى اتخذ مدارا حول عطارد. قام المسبار بفحوص عديدة عن عطارد -أقرب كواكب المجموعة الشمسية إلى الشمس- عن تكوين غلافه الجوي -منعدم تقريبا- وتكوين تضاريسه، وقام بقياس مجاله المغناطيسي .استغرقت الرحلة نحو سبعة أعوام، قطع المسبار خلالها مسافة ثمانية مليارات كيلومتر، انتهت المهمة رسميا في 30 أبريل 2015 بعد نزول المركبة نحو سطح عطارد واصطدامها بسطحه مكونة فوهة جديدة على سطح الكوكب. تعتبر أول بعثة لمسبار يتم إرساله ليدور حول عطارد والقيام بالقياسات العلمية وإرسالها إلى الأرض .
أُطلق المسبار على متن صاروخ Delta II في أغسطس 2004. وخلال أول رحلة طيران له إلى عطارد في يناير 2008 ، أصبحت مهمة مسنجر ثاني مهمة تصل إلى عطارد بعد مارينر 10 في عام 1975.

## الرحلة

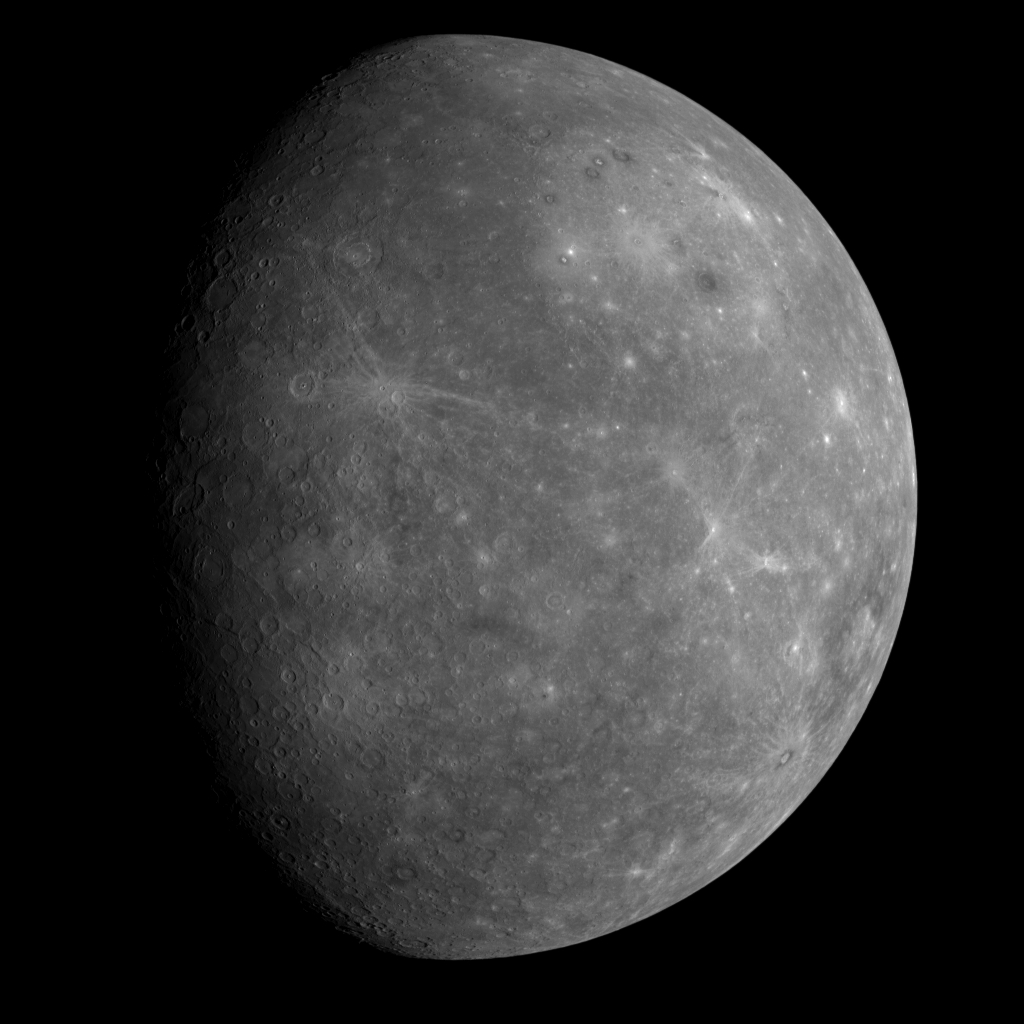
أول اقتراب لميسنجر من عطارد في يناير 2008.

مرت سفينة الفضاء ميسنجر خلال رحلتها بكوكب عطارد يوم 14 يناير 2008 مما جعلها أول سفينة تزور هذا الكوكب منذ قرابة 33 عاما. سوف تكتشف وتلتقط صورا عن قرب لتضاريس عطارد. وقبل أن تبدأ الدوران حول المدار عام 2011، سيقوم المسبار بثلاث رحلات مرورا بالكوكب الصغير، محلقا على ارتفاع 124 ميلا فوق سطحه الصخري المليء بالفوهات البركانية، بسرعة 15 ألف ميل في الساعة. جمعت كاميرات ميسنجر وغيرها من الادوات المتطورة ذات التكنولوجيا الفائقة أكثر من 1200 صورة، وتسجل ملاحظات اضافية خلال مرورها العابر به في يناير 2008. وستقوم بأول قياسات عن قرب منذ مرور سفينة الفضاء (مارينر) العابر يوم 16 مارس عام 1975 لعطارد.

## مناورات رحلة عطارد
يحتاج الوصول إلى عطارد وهو أقرب الكواكب من الشمس إلى تغيرات كبيرة في سرعة المركبة الفضائية. يؤدي اقتراب عطارد من الشمس إلى زيادة سرعة المركبة الفضائية بفعل جاذبية الشمس. ولابد أن يكون هناك طريقة لخفض سرعة ميسنجر خلال تلك الرحلة حيث أن عطارد ليس له جوا غازيا يساعد على كبح سرعة ميسنجر عند الوصول. لهذا تـُستغل مناورات المرور بجاذبية الكواكب القريبة مثل الأرض والزهرة للتوصل إلى ذلك ويؤدي هذا أيضا إلى توفير للوقود المستخدم في عملية خفض السرعة. إلا أن تلك المناورات تطيل الرحلة بنسبة كبيرة. ومن أجل خفض كمية الوقود اللآزمة للكبح يلزم أن يتخذ ميسنجر مسارا في هيئة القطع الناقص. وبالإضافة إلى الفائدة من خفض كمية الوقود تتيح تلك المناورات لميسنجر قياس الرياح الشمسية والمجال المغناطيسي للكواكب على أبعاد مختلفة منها.

مسار ميسنجر. الانطلاق من الأرض في المسار الدائري الأزرق، ثم المسار الأخضر ثم المسار الرصاصي وهكذا حتي اتخاذ مدارا فوق عطارد. تمثل الدوائر المخططة الأزرق، والأخضر والرصاصي أفلاك الأرض والزهرة وعطارد حول الشمس.

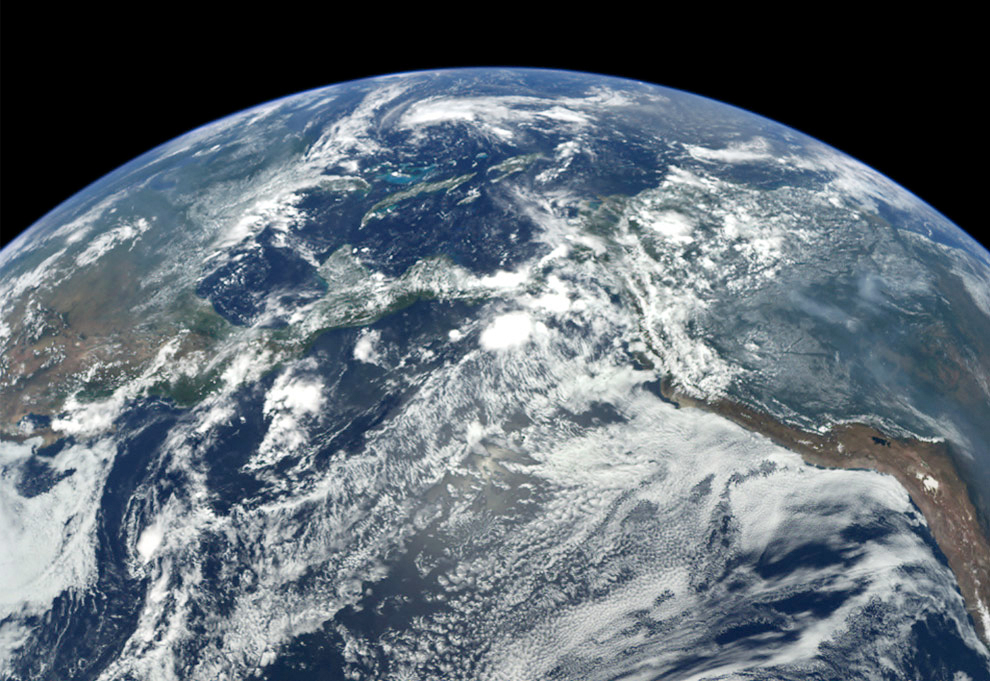
صورة إلتقطها ميسنجر للأرض أثناء المرور بها.

أطلق ميسنجر  من كاب كانافيرال في أغسطس عام 2004 وبعدها بعام، أي في 2 أغسطس 2005 اقترب من الأرض حتى أصبح على بعد 2.347 كيلومتر بغرض أن تعطيه تلك المناورة الاتجاه والسرعة الصحيحتان لمناورة المرور بكوكب الزهرة. وفي 12 ديسمبر 2005 قامت ناسا بتشغيل محرك ميسنجر الصاروخي لمدة 524 ثانية من أجل ضبط الاتجاه ('Deep-Space Maneuver' أو 'DSM-1').
وأجرى مسنجر أول اقتراب من الزهرة يوم 24 أكتوبر 2006 على ارتفاع 2.992 كيلومتر. ثم تبعه بدورة واقتراب أخر في 5 يونيو 2007 على ارتفاع أكثر قربا من الزهرة بلغ 338 كيلومتر. وفي 17 أكتوبر 2007 أجرت ناسا مناورة التوجيه الثانية 'DSM-2' في الفضاء العميق من أجل ضبط مسار مسنجر للوصول إلى عطارد.
وكان اقتراب مسنجر من عطارد في 14 يناير 2008 حيث دار حوله نصف دائرة على ارتفاع 228 كيلومتر، ثم غادره لكي يقابله مرة ثانية في أكتوبر 2008. وقد أتم مسنجر اقترابة للمرة الثالثة من عطارد والتفافه حوله نصف دورة في 29 سبتمبر 2009 وذلك من أجل تهدئة سرعته واستعدادا للاقتراب التالي . وبعد هذا الاقتراب الثالث من عطارد أصبحت سرعة ميسنجر منخفضة ومناسبة لكي يتخذ مدارا حول عطارد في المقابلة التالية. وقد أصبح مسنجر قمرا تابعا لعطارد في 18 مارس 2011.
ثم يقوم ميسنجر بدراسة جزء من الكون لم نراه من قبل. وهو مغلف بغلاف من خزف يحميه من درجة الحرارة العالية الآتية من الشمس التي تبلغ 370 درجة مئوية، ولكنه من الداخل ستكون حرارته 20 درجة فقط تسمح بعمل الأجهزة العلمية والكاميرات على ما يرام.

## الأجهزة العلمية على ميسنجر

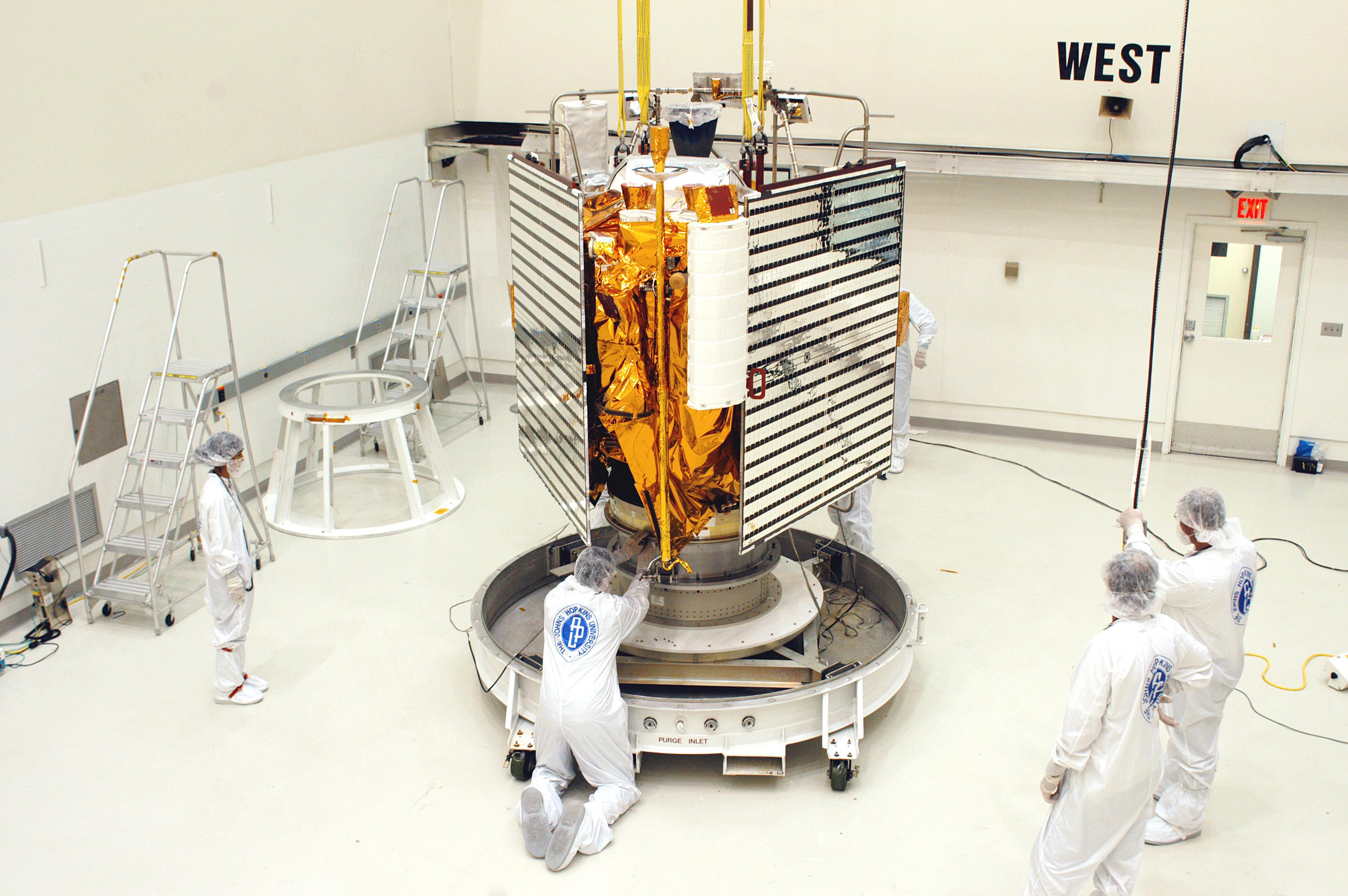
المسبار مسنجر أثناء تجهيزه ويرى الأخصائيون حوله.

| Objectives |
| --- |
| Flyby مرحلة العبور بعطارد - يصوير شامل ≈500-متر/بكسل. - تصوير تحليل طيفي ≈2-كيلومتر /بكسل. |
| مرحلة المدار - A نظير (فلك)-looking أحادي اللون global photomosaic at moderate solar زاوية السقوط (بصريات)s (55°–75°) and 250-meters/pixel or better sampling resolution. - A 25°-off-nadir mosaic to complement the nadir-looking mosaic for global stereo mapping ‏. - Completion of the multispectral mapping begun during the flybys. - High-resolution (20–50-meters/pixel) image strips across features representative of major geologic units and structures. |

| \| Wide Angle Camera Filters \| Wide Angle Camera Filters \| Wide Angle Camera Filters \| Wide Angle Camera Filters \| \| Name (pos) \| Wavelength \| Sensitivity \| \| \| ------------------------- \| ------------------------- \| ------------------------- \| ------------------------- \| \| Clear (2) \| 400–1000 nm \| \| \| \| Violet (6) \| 420–440 nm \| \| \| \| Blue (3) \| 465–485 nm \| \| \| \| Green (4) \| 555–565 nm \| \| \| \| Far Red (1) \| 695–705 nm \| \| \| \| N-IR (7) \| 745–755 nm \| \| \| \| N-IR (12) \| 825–835 nm \| N/A \| \| \| N-IR (10) \| 895–905 nm \| N/A \| \| \| N-IR (8) \| 945–950 nm \| N/A \| \| \| N-IR (9) \| 980–1010 nm \| N/A \| \| \| N-IR (11) \| 975–1045 nm \| N/A \| \| |             |             |
| Wide Angle Camera Filters |             |             |
| Name (pos) | Wavelength  | Sensitivity |
| Clear (2) | 400–1000 nm |             |
| Violet (6) | 420–440 nm  |             |
| Blue (3) | 465–485 nm  |             |
| Green (4) | 555–565 nm  |             |
| Far Red (1) | 695–705 nm  |             |
| N-IR (7) | 745–755 nm  |             |
| N-IR (12) | 825–835 nm  | N/A         |
| N-IR (10) | 895–905 nm  | N/A         |
| N-IR (8) | 945–950 nm  | N/A         |
| N-IR (9) | 980–1010 nm | N/A         |
| N-IR (11) | 975–1045 nm | N/A         |

| Wide Angle Camera Filters | Wide Angle Camera Filters | Wide Angle Camera Filters | Wide Angle Camera Filters |
| Name (pos)                | Wavelength                | Sensitivity               |                           |
| ------------------------- | ------------------------- | ------------------------- | ------------------------- |
| Clear (2)                 | 400–1000 nm               |                           |                           |
| Violet (6)                | 420–440 nm                |                           |                           |
| Blue (3)                  | 465–485 nm                |                           |                           |
| Green (4)                 | 555–565 nm                |                           |                           |
| Far Red (1)               | 695–705 nm                |                           |                           |
| N-IR (7)                  | 745–755 nm                |                           |                           |
| N-IR (12)                 | 825–835 nm                | N/A                       |                           |
| N-IR (10)                 | 895–905 nm                | N/A                       |                           |
| N-IR (8)                  | 945–950 nm                | N/A                       |                           |
| N-IR (9)                  | 980–1010 nm               | N/A                       |                           |
| N-IR (11)                 | 975–1045 nm               | N/A                       |                           |

| Objectives |
| --- |
| - Provide surface abundances of major elements. - Provide surface abundances of Fe, Si, and K, infer alkali depletion from K abundances, and provide abundance limits on H (water ice) and S (if present) at the poles. - Map surface element abundances where possible, and otherwise provide surface-averaged abundances or establish upper limits. |

| Objectives |
| --- |
| - Establish and map the abundance of hydrogen over most of the northern hemisphere of Mercury. - Investigate the possible presence of water ice within and near permanently shaded craters near the north pole. - Provide secondary evidence to aid in interpreting GRS measured gamma-ray line strengths in terms of elemental abundances. - Outline surface domains at the base of both northern and southern cusps of the magnetosphere where the solar wind can implant hydrogen in surface material. |

| Objectives |
| --- |
| - Determine the history of the formation of Mercury - Characterize the composition of surface elements by measuring the X-ray emissions induced by the incident solar flux. |

| Objectives |
| --- |
| - Investigate the structure of Mercury’s عطارد and its interaction with the ريح شمسية. - Characterize the geometry and time variability of the magnetospheric field. - Detect wave-particle interactions with the magnetosphere. - Observe magnetotail dynamics, including phenomena possibly analogous to substorms in the Earth’s magnetosphere. - Characterize the magnetopause structure and dynamics. - Characterize field-aligned currents that link the planet with the magnetosphere. |

| Objectives |
| --- |
| - Provide a high-precision topographic map of the high northern latitude regions. - Measure the long-wavelength topographic features at mid-to-low northern latitudes. - Determine topographic profiles across major geologic features in the northern hemisphere. - Detect and quantify the planet’s forced physical librations by tracking the motion of large-scale topographic features as a function of time. - Measure the surface reflectivity of Mercury at the MLA operating wavelength of 1,064-nanometers. |

| Objectives |
| --- |
| - Characterize the composition, structure, and temporal behavior of the exosphere. - Investigate the processes that generate and maintain the exosphere. - Determine the relationship between exospheric and surface composition. - Search for polar deposits of volatile material, and determine how are the accumulation of these deposits are related to exospheric processes. |

| Objectives |
| --- |
| - Determine the structure of the planet's magnetic field. - Characterize exosphere neutrals and accelerated magnetospheric ions. - Determine the composition of the radar-reflective materials at Mercury's poles. - Determine the electrical properties of the crust/atmosphere/environment interface. - Determine characteristics of the dynamics of Mercury's magnetosphere and their relationships to external drivers and their internal conditions. - Measure interplanetary plasma properties in cruise and in Mercury vicinity. |

| Objectives |
| --- |
| - Determine the position of the spacecraft during both the cruise and orbital phases of the mission. - Observe gravitational perturbations from Mercury to investigate the spatial variations of density within the planet’s interior, and a time-varying component in Mercury’s gravity to quantify the amplitude of Mercury’s ميسان (فلك). - Provide precise measurements of the range of the MESSENGER spacecraft to the surface of Mercury for determining proper altitude mapping with the MLA. |

## اكتشافات ميسنجر لكوكب عطارد
كشفت الدرسات التي سجلتها مركبة الفضاء ميسنجر أثناء عبورها القريب من كوكب عطارد أن قطر الكوكب تقلص بمقدار 1.5 كيلومتر وسبب هذا الانكماش كما يقول العلماء هو الانخفاض البطيء لحرارة القلب المنصهر للكوكب وهذه العملية تزيد من شدة المجال المغناطيسي للكوكب.
وقد عثر العلماء على أدلة على وجود نشاط بركاني على كوكب عطارد حيث بينت الصور التي التقطتها المركبة ميسنجر وجود مساحات كبيرة من سطح الكوكب مغطاة بالفوهات البركانية كما أظهرت إحدى الصور فوهة البركان كيوبر الذي يقع جنوب وسط عطارد وقد تم الكشف عن حوض دائري يبلغ قطره 83 ميلا يسمى بوليفنوتوس، كما بينت الصور
أن الانفجارات البركانية شكلت معظم سطح عطارد.

## صور لعطارد
في يوم 3 يوليو 2008 أعلن عضو مجموعة العلماء توماس زوربوخن التي تتابع مسبار الفضاء مسينجر أن النتائج تدل على وجود ماء في جو عطارد الخفيف، وكانت مفاجأة له، بل مفاجئة لجميع العلماء معه، إذ لم يتوقع أي أحد وجود ماء على عطارد نظرا لقربه من الشمس .
كما بين مسنجر مؤشرات بالصور عن نشاط عطارد البركاني في الماضي، وكذلك يشير قياس مجال مغناطيسيته إلى وجود سائل في قلب الكوكب.

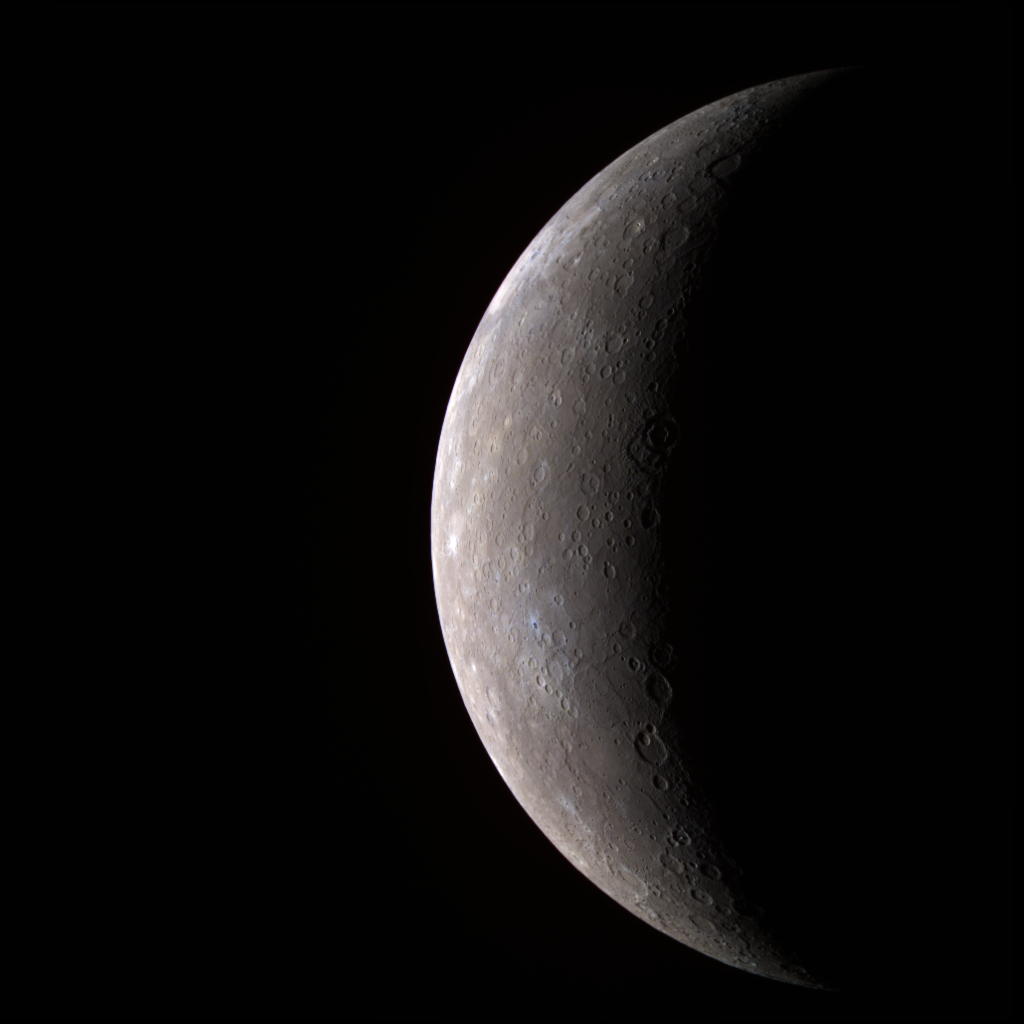

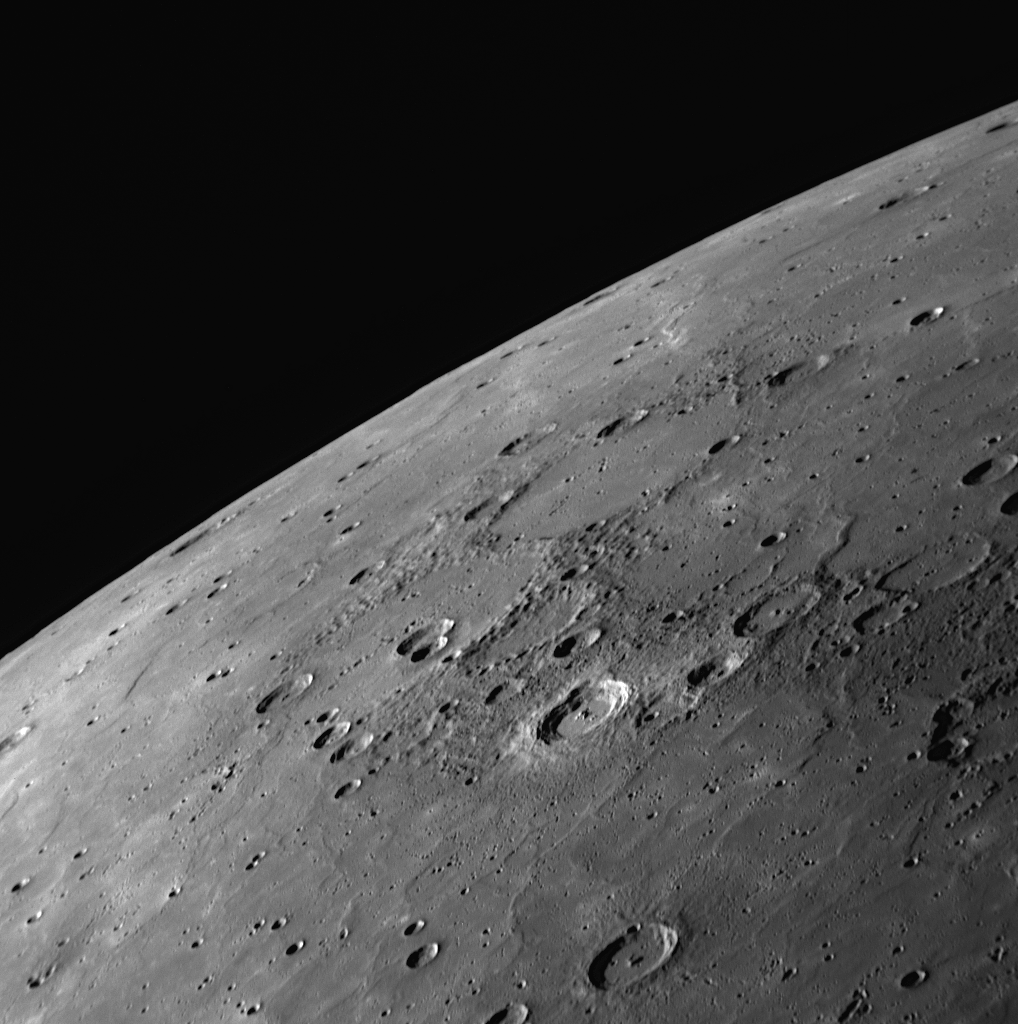

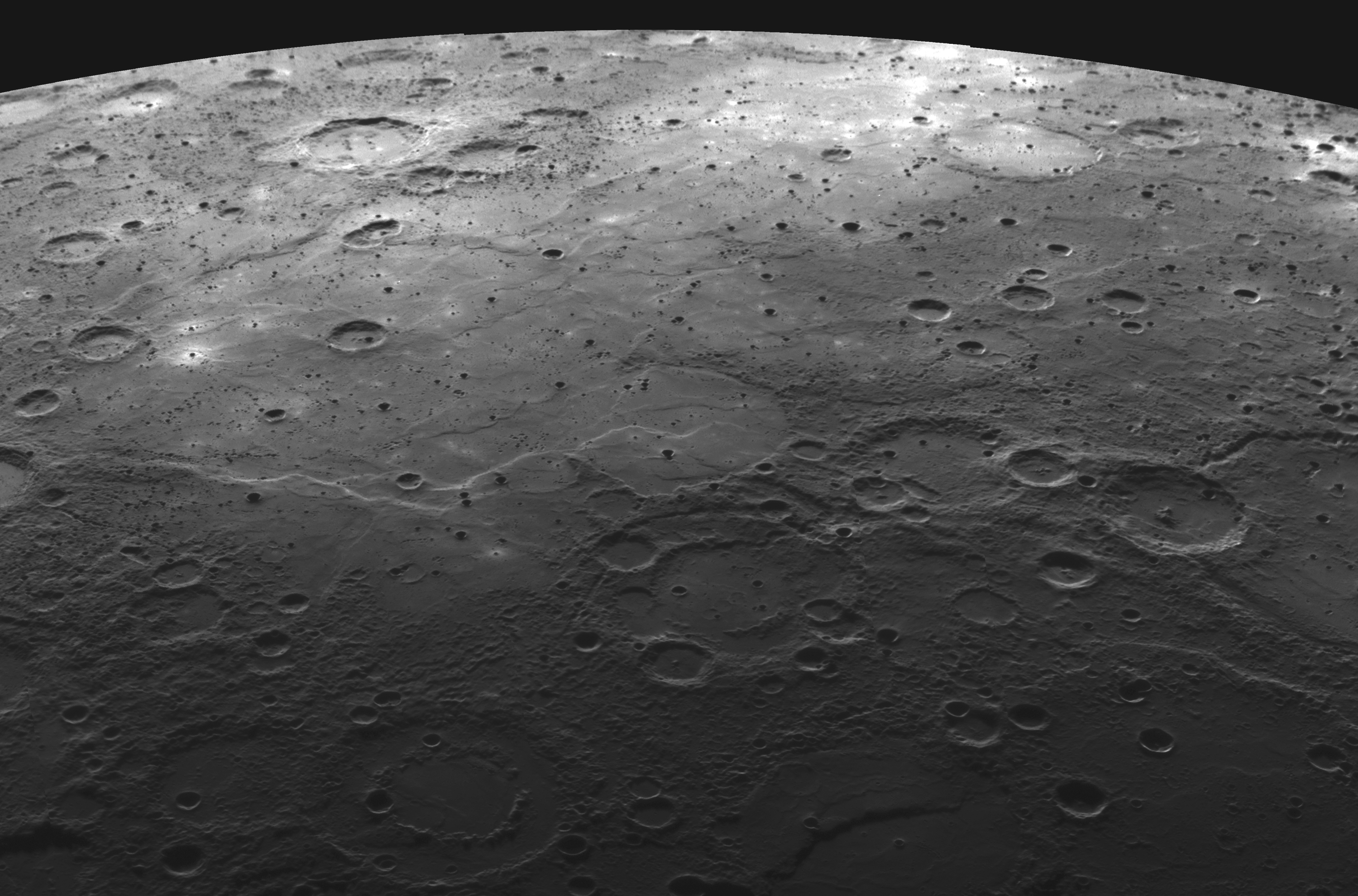

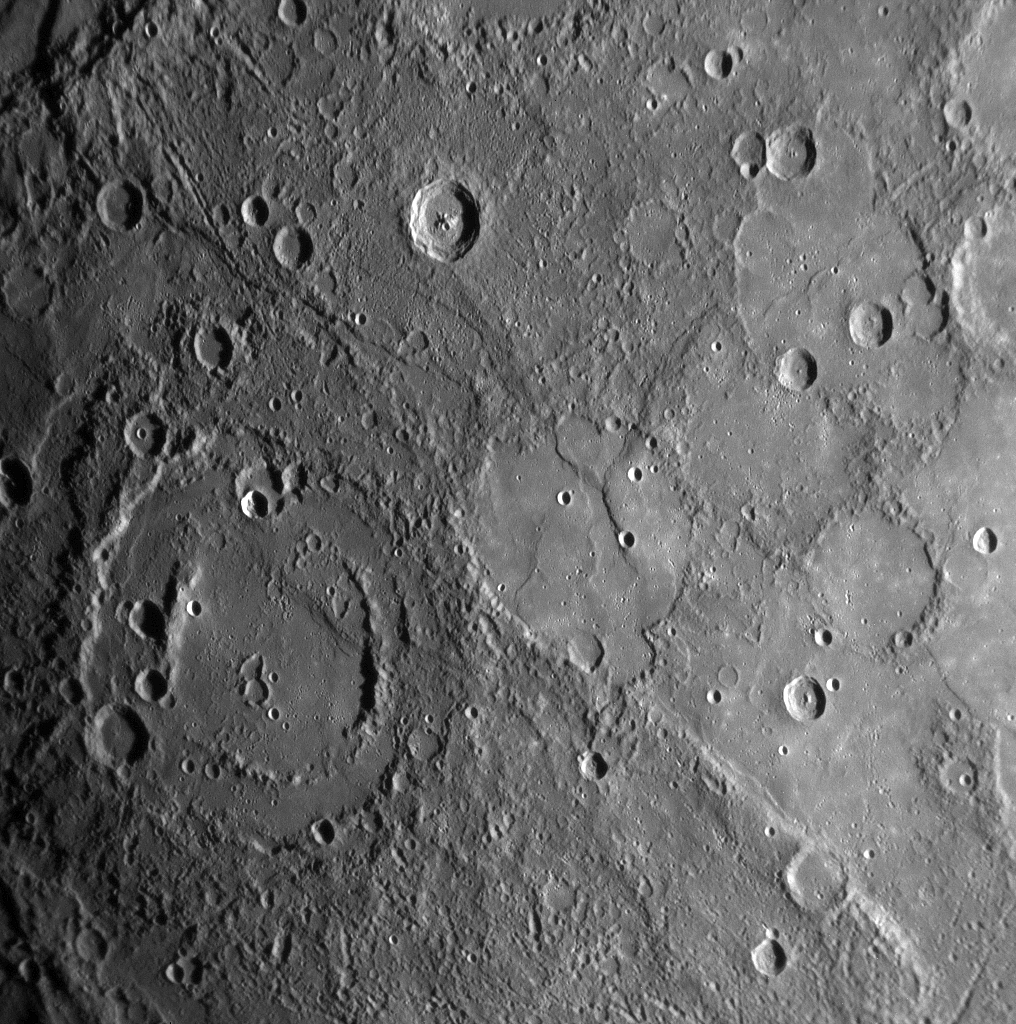

## القيام بالبعثة
مرت البعثة الأولى بنجاح في 4 أبريل 2011 . خلالها دار المسبار حول كوكب عطارد في دورات تستغرق الواحدة منها 12 ساعة وذلك لمدة عام على الأرض (تعادل عامين على عطارد).
وفي 5 أكتوبر 2011 قامت ناسا بنشر نتائج الستة أشهر الأولى للبعثة
في المؤتمر الأوروبي لعلوم الكواكب المنعقد في مدينة نانسي بفرنسا.

وبينت القياسات شيئا لم يكن متوقعا وهو وجود المغنسيوم والكلسيوم بتركيزات كبيرة في ناحية الليل على عطارد . كما اتضح ان مجاله المغناطيسي ليس وسطيا في مركزه وإنما منزاحا بعض الشيء إلى الشمال .
وفي 17 مارس 2012 بدأ مد البعثة بغرض إجراء مشاهدات أثناء ذروة البقع الشمسية .
وفي نوفمبر 2012 أعلنت ناسا أن المسبار مسينجر قد وجد ماء متجمدا وموادا عضوية في فوهات على سطح عطارد، وهي أماكن لا يسقط عليها أشعة الشمس بتاتا.
ثم قامت ناسا بنشر خريطة مجسمة مفصلة لسطح عطارد . وهي تتكون من آلاف الصور التي إلتقطها المسبار مسينجر أثناء رحلته.

واتم مسنجر تلك المرحلة من البعثة يوم 17 مارس 2013 ، ثم مدت فترة عمله إلى مارس 2015.
وقد خطط لهذا الوقت العمل على إسقاط المسبار على سطح عطارد . وفي نوفمبر 2013 نجح المسبار مسنجر في تصوير كويكب «إنكي» (2P/Encke) وكذلك كويكب إيسون C/2012 S1 (ISON) .
في يوم 21 يناير 2015 نجحت ناسا في تغيير مسار مسنجر بحيث يعلو إلى مدار أعلى حول عطارد ومد البعثة والقيام بالتقاط عدة صور أخرى .
وكان مقررا أن تمتد البعثة حتى شهر مارس 2015.
في يوم 24 أبريل قامت ناسا تصحيح أخير لمدار مسنجر واستغلال ما بقي فيه من وقود . وسوف تقوم ناسا يوم 30 أبريل 2015 بإسقاط مسبار مسنجر على سطح عطارد بسرعة تبلغ 3,91 كيلومتر/ الثانية على ناحيته المواجهة للأرض، فتنتج عن سقوطه فجوة يقدر اتساعها بنحو 16 متر ؛ ربما نستطيع رؤيتها في المستقبل. في 30 أبريل سقط المسبار.

## معرض صور

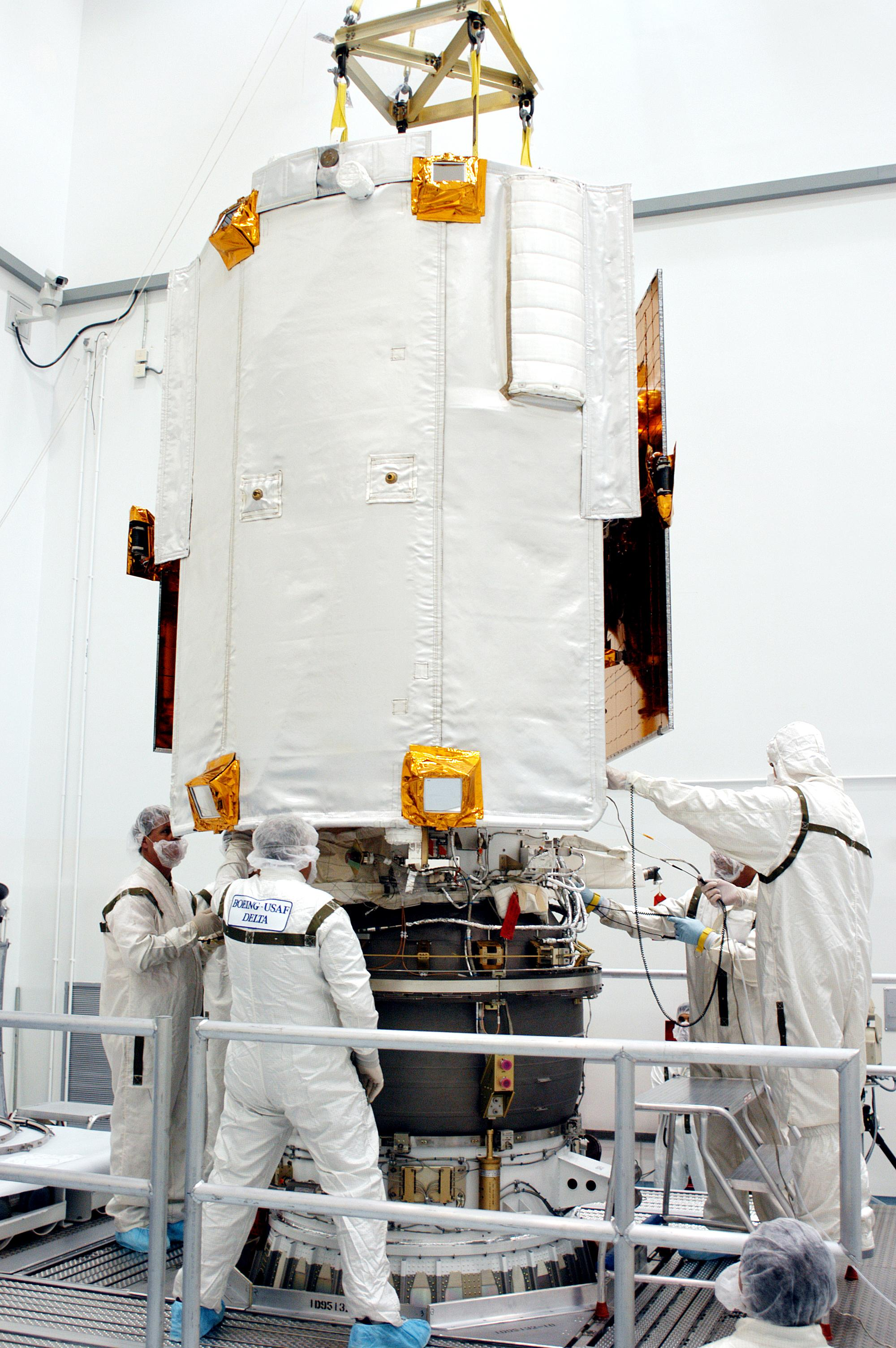
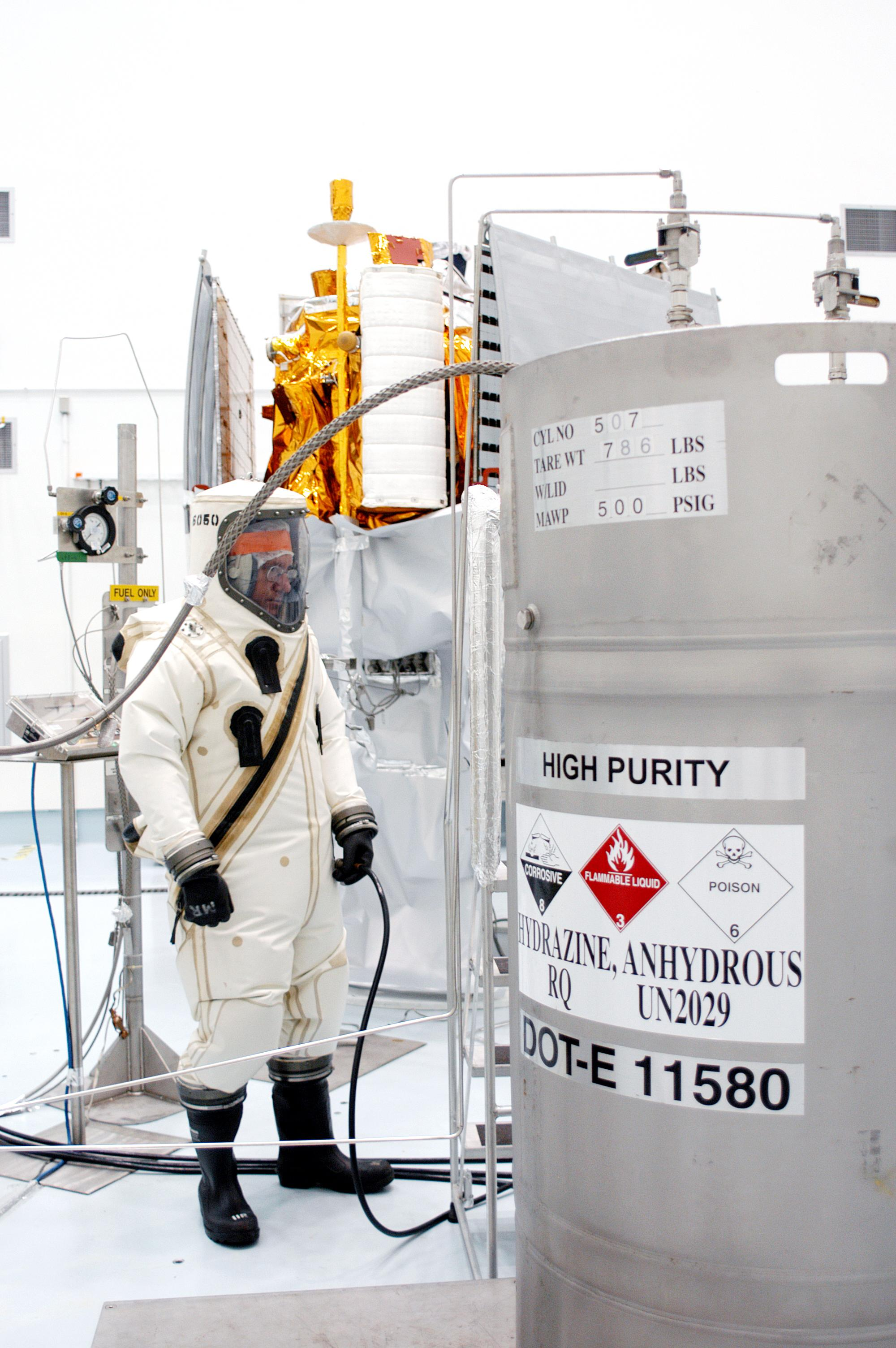
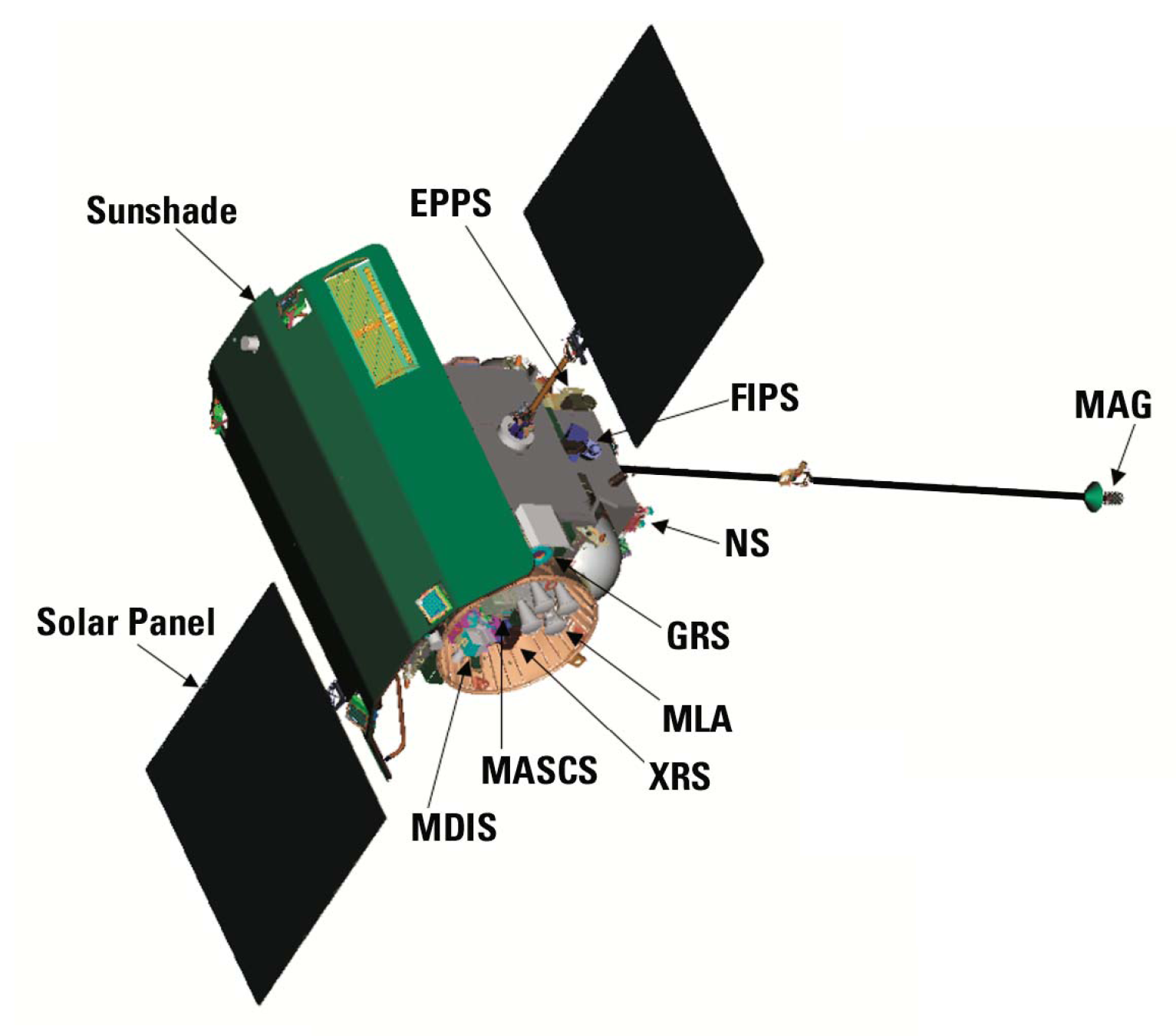
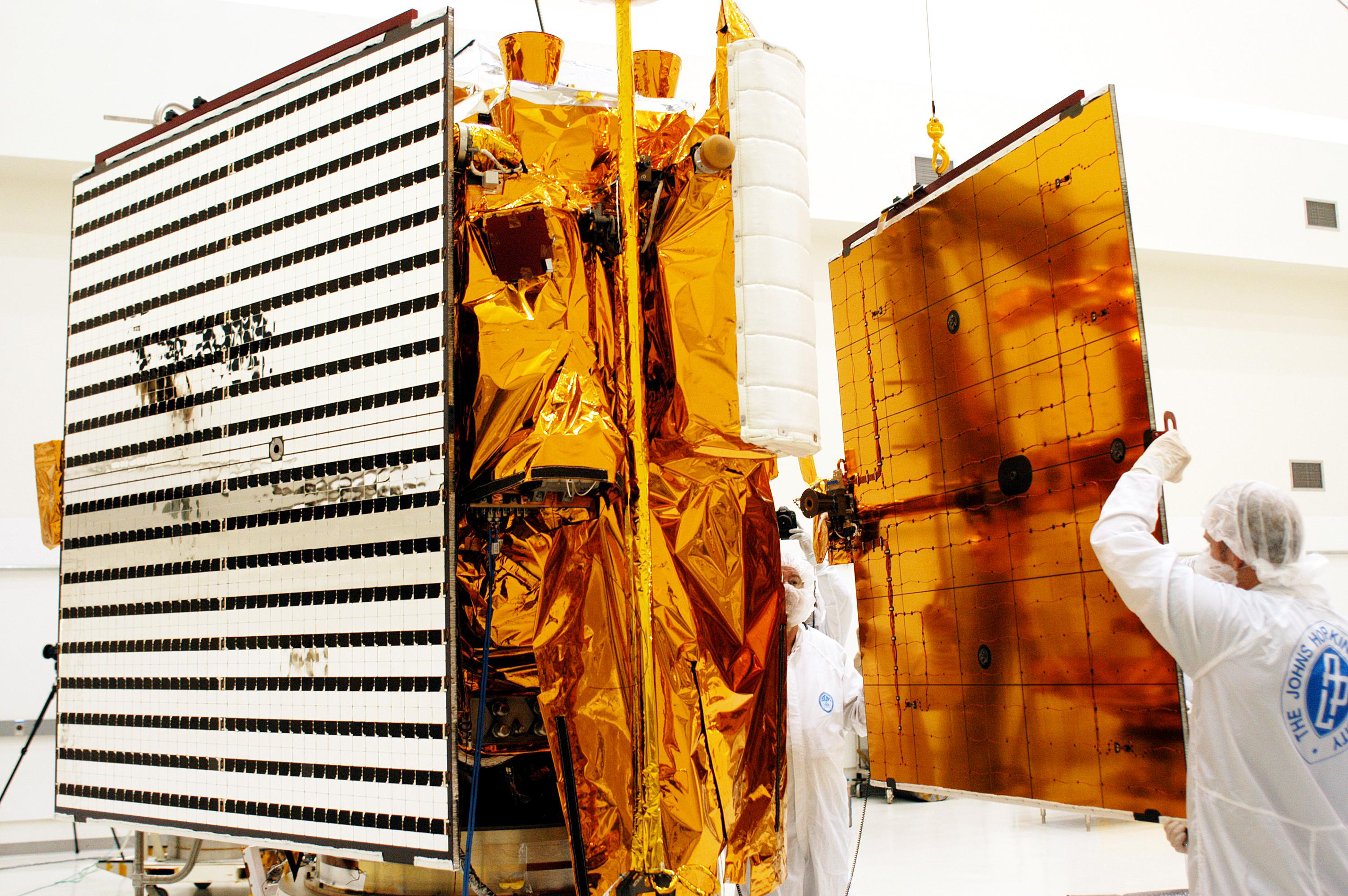

## اقرأ أيضا
- مارينر 10
- ديب امباكت
- إلكروس